# 埃格勒蒙特 (密西西比州)
埃格勒蒙特（英語：Egremont）是位於美國密西西比州夏基縣的非建制地區。

## 歷史
埃格勒蒙特的郵局於1886年設立，其後於1954年停運。

## 地理
埃格勒蒙特所處的海拔為高於海平面32米（即105英呎），而該地所採用的時區為UTC-6，即北美中部時區（CST）。同時該地設有夏令時間，為UTC-6調快一小時，即UTC-5（CDT）。